# 90 до н. е.

## Події
- Аршак I став 5-м царем Грузії.
- (90 або 89) Нікомед IV Філопатор, цар Віфінії і Аріобарзан I Філороман, цар Каппадокії, стараннями Риму відновлені на престолах своїх держав.

## Народились
- Авл Гірцій — військовий та політичний діяч Римської республіки, консул 43 року до н. е.
- Діодор Сицилійський (грец. Διόδωρος Σικελιώτης, лат. Diodorus Siculus) — давньогрецький історик.

## Померли
- Герій Азіній — військовик у Союзницькій війні.
- Діонісій Фракійський — визначний давньогрецький філолог, граматик, представник Александрійської школи.
- Фарнаджом — цар Грузії у 109—90 роках до н. е.